# Баневич, Доминика
Доминика Баневич (лит. Dominika Banevič, пол. Dominika Baniewicz; род. 8 июня 2007, Вильнюс), также известная как Nicka — литовская би-гёрл, серебряный призёр Олимпийских игр 2024 года в Париже, четырёхкратная чемпионка Литвы, чемпионка Европы и мира.

## Биография
Доминика Баневич имеет польские корни. Девочка заинтересовалась брейкингом в возрасте 5 лет после просмотра видео на YouTube. Мама тогда сказала ей, что она ещё слишком маленькая, чтобы ходить в танцевальную секцию. Заниматься с тренером девочка начала в 8 лет. Начинала с соревнований по брейкингу «два на два», затем перешла к сольным соревнованиям. В 2020 году стала первой би-гёрл (девушка-брейкер), которая выиграла национальный чемпионат. Побеждала на всех последующих национальных чемпионатах и в 2023 году стала уже четырехкратной чемпионкой Литвы по брейкингу.
Доминика Баневич приняла участие в Европейских играх 2023 года в Кракове, где в полуфинале уступила украинке Анне Пономаренко (Stefani) одно очко. Баневич завоевала бронзу. Это стимулировало её к усиленным тренировкам. В этом же году Доминика выиграла чемпионаты Европы и мира, получив путёвку на Олимпийские игры в Париже, где этот вид спорта дебютировал. Для подготовки к Играм Баневич взяла годичный перерыв в учёбе, чтобы тренироваться и работать над физической формой. На Олимпийских играх Доминика Баневич дошла до финала, где уступила двукратной чемпионке мира японке Ами Юасе (Ami). 17-летняя Доминика была самой молодой участницей литовской олимпийской сборной.
Вернувшейся домой спортсменке прямо в аэропорту был подарен электромобиль Mercedes EQC 400. Документы на машину ей вручил бывший глава Литовской федерации гольфа Чеслав Окинчиц, но кто конкретно является спонсором подарка он не сказал.
На соревнованиях Red Bull BC One 2024 дошла до финального баттла, где уступила би-гёрл Индии из Нидерландов. На чемпионате мира этого года взяла бронзовую медаль.

## Награды
- Офицер ордена Великого князя Литовского Гядиминаса (27 декабря 2024 года)[8]